# SN 2001hu
SN 2001hu – supernowa odkryta 12 listopada 2001 roku w galaktyce A075035+0958. W momencie odkrycia miała maksymalną jasność 24,40m.